# Flaga Wysp Dziewiczych Stanów Zjednoczonych
Flaga Wysp Dziewiczych Stanów Zjednoczonych przedstawia uproszczoną wersję Wielkiej Pieczęci Stanów Zjednoczonych. 
Inicjały VI znaczą Virgin Islands. Biel symbolizuje czystość.
Uchwalona 17 maja 1921 roku. Proporcje 2:3.